# San Pedro (Spagna)
San Pedro è un comune spagnolo  situato nella comunità autonoma di Castiglia-La Mancia.